# Andrea Savage
Andrea Kristen Savage (Santa Mónica, California; 20 de febrero de 1973) es una actriz, escritora y productora estadounidense conocida por su papel en la serie de televisión I’m sorry y en la película Step Brothers y por sus participaciones en la serie de Comedy Central Dog Bites Man, Funny or Die Presents de HBO y The Hotwives de Hulu. Antes de iniciar su carrera en la actuación, Andrea se desempeñaba como humorista en el estilo stand-up comedy.

## Filmografía
| Año           | Título                        | Rol                | Notas               |
| ------------- | ----------------------------- | ------------------ | ------------------- |
| 1995          | Song of the Sea               | Gertie Fitzpatrick | Cortometraje        |
| 2008          | The Grand                     | Renee Jensen       |                     |
| 2008          | Step Brothers                 | Denise             |                     |
| 2009          | I Love You, Beth Cooper       | Dra. Gleason       |                     |
| 2009          | Lashisse                      |                    |                     |
| 2010          | Dinner for Schmucks           | Robin              |                     |
| 2011          | L!fe Happens                  | Patti              |                     |
| 2012          | Republicans, Get in My Vagina | Mujer #1           |                     |
| 2013          | You're Not You                | Alyssa             |                     |
| 2015          | Sleeping with Other People    | Naomi              |                     |
| 2017          | The House                     | Laura              |                     |
| 2022          | Look Both Ways                | Tina Bennett       |                     |
| 2022-presente | Tulsa King                    | Stacy Beale        | Serie de televisión |